# Opération Span
Pendant la Seconde Guerre mondiale, l'opération Span fut une diversion pour appuyer le débarquement allié dans le sud de la France en août 1944.
Cette opération était composée de simulations de débarquements amphibies le long des côtes françaises et italiennes juste après le débarquement réel. Ceci a permis de fixer les troupes allemandes sur place et d'empêcher leur redéploiement à l'ouest sur les côtes varoises.